# Canal latéral
Un canal latéral est un canal établi dans la vallée d'une rivière dont il suit le cours. Généralement la rivière canalisée fait suite à ce canal.
Certains canaux latéraux ont en fait été créés par la liaison progressive de canalisations locales d'une rivière, par exemple le Canal des Ardennes partie latéral à l'Aisne. Le contraire d'un canal latéral est un canal à bief de partage.

## Exemples de canaux latéraux

### France
- Canal latéral à la Marne (de Vitry-le-François à Dizy Magenta) puis Marne canalisée (jusqu'à Alfortville).
- Canal latéral à la Garonne
- Canal latéral à la Loire

### Belgique
- Canal Albert dans la vallée de la Meuse entre Liège et Visé. Au delà, le canal rejoint le bassin de l'Escaut, sans pour autant emprunter de bief de partage.
- Canal de l'Ourthe dans la vallée de l'Ourthe entre Liège et Comblain-au-Pont.